# David Shifrin
David Shifrin (New York, 1950) è un clarinettista statunitense classico.

## Biografia

### Spettacoli
Ha eseguito concerti di clarinetto con molte orchestre importanti in tutto il mondo.
Ha commissionato e presentato in anteprima un concerto del compositore Stephen Albert, vincitore del Premio Pulitzer, con la Philadelphia Orchestra durante la stagione 91-92.
Ha eseguito in anteprima il Concerto per clarinetto di Ezra Laderman con la Fort Worth Symphony nel 1995.
Ha contribuito a diffondere l'uso del clarinetto di bassetto per consentire la riproduzione del Concerto per clarinetto di Mozart e del quintetto di clarinetti nella loro forma originale.

### Incarichi
- Ha prestato servizio come clarinetto principale con diverse orchestre, tra cui l'American Symphony Orchestra diretta da Leopold Stokowski e l'Orchestra di Cleveland.
- Dal 1992 al 2004 è stato direttore artistico della Chamber Music Society del Lincoln Center.
- Dal 1987 è stato professore di clarinetto (aggiunto) presso l'Università Yale, School of Music.
- Ha lavorato nelle facoltà della Juilliard School, l'University of Southern California, l'University of Michigan, il Cleveland Institute of Music e l'University of Hawaii.
- È stato nominato direttore artistico della Chamber Music Northwest nel 1981.

## Registrazioni
Tre delle sue registrazioni sono state nominate per i Grammy Award:
- La raccolta di musica da camera di Claude Debussy, con la Chamber Music Society del Lincoln Center
- Il Concerto per Clarinetto di Copland
- L'Introduzione e allegro di Ravel (con il Quartetto d'Archi Tokyo)

La sua registrazione nel 1985 del Concerto per Clarinetto e del Quintetto per Clarinetto di Mozart, in cui si esibì su un clarinetto di bassetto personalizzato, fu nominata "Registrazione dell'Anno" dalla rivista Stereo Review.